# 내림라단조
내림라단조(-短調)는 조성 중 하나로, 내림라 (D♭)를 으뜸음으로 하는 단음계이다. 음계는 D♭, E♭, F♭, G♭, A♭, B, C♭로 구성되어 있다. 조표에는 총 8개의 내림표가 있으며, 이는 1개의 겹내림표와 6개의 단일 내림표를 필요로 한다. 이 조성은 조표에 내림가단조의 버금딸림조이자 내림라장조의 같은으뜸조이다. 내림라단조의 이명동조로는 올림다단조가 있으며 대체 표기도 가능하다. 다만 일반적으로 표기가 간단한 이명동조인 올림다단조로 대체 사용한다. 이명동조인 올림다단조는 총 4개의 올림표만으로 구성되어 있으므로 일반적으로 내림라단조보다 선호된다. 이명동조를 사용하지 않을 시에도 직접적인 조표 형태로는 매우 드물며 다른 조표 사용 도중 필요한 임시표를 사용하여 쓰이는 것이 대부분이었다.
내림라단조의 음계는 다음과 같다.
바로 위의 음계는 내림라단조의 자연 단음계이다. 한편, 화성 단음계와 가락 단음계로 전환 시엔 필요성에 따라 임시표에 변화표가 기보된다. 내림라단조의 화성 단음계와 가락 단음계는 다음과 같다.

## 음계의 화음 종류
- 으뜸화음 -  D♭ 단화음
- 웃으뜸화음 - E♭ 감화음
- 가온화음 -  F♭ 장화음
- 버금딸림화음 - G♭ 단화음
- 딸림화음 - A♭ 단화음
- 버금가온화음 - B♭♭ 장화음
- 이끎화음 - C♭ 장화음

## 이 조성의 음악
내림라단조는 조표에 내림표가 총 8개인 조성으로써 겹내림표 1개와 단일 내림표 6개로 되어있는 반면, 이명동조인 올림다단조는 조표에 총 4개의 올림표만 있기 때문에 보통은 내림라단조보다 선호된다. 클로드 드비쉬의 베르가마스크 모음곡 3악장 "달빛"이 있는데, 내림라단조로 전조되는 부분은 이명동조인 올림다단조로 대체 표기되었다. 다만 내림라단조는 이명동조인 올림다단조를 쓰지 않더라도 여러 작품에서 간헐적인 형태로 등장하기도 한다. 직접적인 조표 형태가 아니면서 다른 조표 사용 도중 필요할때마다 적절한 임시표를 매번 사용하는 것으로라도 말이다. 
그 외에 내림라단조는 매우 극소수로 직접적인 조표 형태로 나타내기도 한다. 막스 레거의 Supplement to the Theory of Modulation 42~45쪽에서는 직접적인 조표 형태로 사용되었다. 조표는 B♭, E♭, A♭, D♭, G♭, C♭, F♭, B로 표기했다.
한편, 제일 보편적인 음률 외의 음률에서는 D♭과 C♯이 서로 다른 음인 등 이명동음 관계가 완전히 다를 수 있으므로 내림라단조를 그대로 사용해야 할 수도 있다. 예를 들어, 제일 보편적인 음률과는 달리 19 평균율에서는 내림라단조 (내림표 8개)의 이명동조는 겹올림다단조 (올림표 11개)이며 올림다단조 (올림표 4개)가 아니다.

## 같이 보기
- 화음
- 조표 (음악)
- 조성 (음악)
- 내림라장조
- 단음계
- 올림다단조
- 조표 (음악) § 겹내림표와 겹올림표